# دل (فیلم ۱۹۹۰)
«دل» (انگلیسی: Dil) یک فیلم هندی است که در سال ۱۹۹۰ منتشر شد. از بازیگران آن می‌توان به عامر خان، مدوری دیکشیت، و انوپم کهیر اشاره کرد. این فیلم از نظر تجاری وانتقادی موفق عمل کرد و توانست سومین فیلم پر فروش سال شود.

## خلاصه داستان
داستان فیلم در مورد «راجا» (امیر خان) پسری می‌باشد که به همراه خانواده اش زندگی را در هند می گزرانند. راجا به کالج می‌رود و در آنجا با دختری به نام مادو آشنا می‌شود…